# Rozptýlený disk

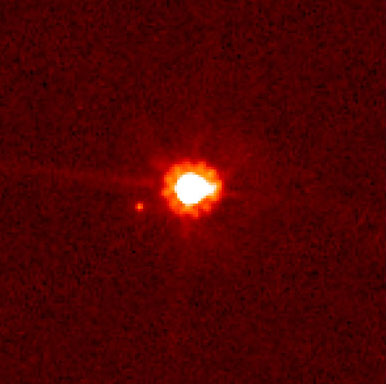
Trpasličí planeta Eris, největší známé těleso rozptýleného disku, a její měsíc Dysnomia

Rozptýlený disk je vzdálená oblast sluneční soustavy, která je řídce osídlena ledovými planetkami, označovanými jako objekty rozptýleného disku (zkratka SDO, z anglického scattered disc objects). Tyto objekty jsou podskupinou širší skupiny transneptunických těles (TNO). Výstřednost oběžných drah těles rozptýleného disku dosahuje až hodnoty 0,8 a sklon k rovině ekliptiky až 40°. Jejich perihélium je větší než 30 astronomických jednotek (AU). Extrémní oběžné dráhy jsou zřejmě výsledkem rozptýlení těchto těles způsobeném gravitačním vlivem plynných obrů a stále je svou gravitací narušuje planeta Neptun.
Ačkoliv se tělesa rozptýleného disku přibližují ke Slunci až na 30–35 AU, mohou se na své oběžné dráze dostat až do vzdálenosti 100 AU, díky čemuž pak patří mezi nejvzdálenější a nejchladnější tělesa sluneční soustavy. Vnitřní část rozptýleného disku se prolíná s oblastí Kuiperova pásu, ovšem jeho vnější oblasti sahají do mnohem větších vzdáleností a také mnohem výše nad či níže pod rovinu ekliptiky.
Astronomové disk v současné době považují za místo původu většiny pozorovaných periodických komet, přičemž skupina tzv. kentaurů (ledových těles mezi Jupiterem a Neptunem) je zřejmě mezistupněm při migraci těles disku do vnitřních oblastí sluneční soustavy, než je plynní obři svým gravitačním působením pošlou směrem ke Slunci. Rovněž mnoho objektů Oortova mračna má původ v rozptýleném disku.
Je možné, že disk se utvářel po celou dobu existence sluneční soustavy. Podle některých moderních teorií k tomu však mohlo dojít velmi rychle v době, kdy Neptun putoval sluneční soustavou na vzdálenější dráhu a svou gravitací rozptýlil mnoho těles tehdejšího Kuiperova pásu.

## Objev
Během 80. let 20. století se v astronomii začala ke zpracování využívat CCD technika v kombinaci s výkonnými počítači, což umožnilo mnohem účinněji zkoumat vzdálenější oblasti vesmíru, než bylo dříve možné pomocí klasické fotografie. Výsledkem byla záplava nových objevů a mezi nimi také více než tisíc detekovaných transneptunických těles.
Prvním rozpoznaným objektem rozptýleného disku bylo těleso 1996 TL66, které roku 1996 nalezli astronomové z observatoře Mauna Kea na Havaji. V rámci téže prohlídky oblohy pak byly roku 1999 nalezeny další tři, a sice 1999 CV118, 1999 CY118 a 1999 CF119. Prvním známým tělesem, které je v současné době označováno za člena rozptýleného disku, je objekt 1995 TL8, nalezený roku 1995 v rámci projektu Spacewatch.
Do roku 2011 bylo identifikováno více než 200 SDO, včetně například těles 2007 UK126 (objevitelé Megan Schwambová, Michael Brown a David Rabinowitz), 2002 TC302 (objeveno observatoří Palomar), Eris (objevitelé Michael Brown, Chad Trujillo a David Rabinowitz), Sedna (objevitelé Michael Brown, Chad Trujillo a David Rabinowitz) či 2004 VN112 (objeveno v rámci projektu Deep Ecliptic Survey). Ačkoliv se odhaduje, že počty těles Kuiperova pásu a rozptýleného disku jsou přibližně stejné, objektů rozptýleného disku zatím bylo z důvodu jejich větší vzdálenosti pozorováno mnohem méně.

## Dělení oblastí sluneční soustavy za Neptunem

Excentricita a sklon drah těles rozptýleného disku v porovnání s klasickými objekty Kuiperova pásu a s tělesy, jejichž dráhy jsou v rezonanci 5:2 s dráhou Neptunu

Známá transneptunická tělesa se dělí do dvou hlavních populací: Kuiperův pás a rozptýlený disk. Předpokládá se, že existuje ještě další, vzdálenější populace TNO, nazývaná Oortův oblak, ovšem jeho existence nebyla doposud potvrzena žádným přímým pozorováním. Někteří vědci také uvažují, že v prostoru mezi rozptýleným diskem a vnitřní částí Oortova oblaku se nachází ještě tzv. oddělený disk.

### Srovnání s Kuiperovým pásem
Kuiperův pás má tvar relativně silného anuloidu, jehož vnitřní část začíná ve vzdálenosti asi 30 astronomických jednotek a vnější končí asi 50 astronomických jednotek od Slunce. Jeho tělesa se dělí na dvě odlišné populace: klasická tělesa Kuiperova pásu (též zvaná kubewana), která se nachází na oběžných drahách nerušených planetou Neptun, a tělesa, jejichž oběžné dráhy byly gravitací Neptunu uzavřeny v určitých oběžných poměrech, zejména 3:2 (na dva oběhy tělesa připadají tři oběhy Neptunu) a 2:1. Tyto poměry, nazývané dráhové rezonance, umožňují tělesům přebývat i v oblastech, odkud by je jinak Neptun svou gravitací za dlouhou dobu existence sluneční soustavy vymetl ven. Objekty obíhající v rezonanci 3:2 jsou známé pod označením plutina, neboť největším členem této skupiny je trpasličí planeta Pluto. Tělesa obíhající v rezonanci 2:1 se označují jako twotina (z anglického „two“, tj. dvě).
Populace těles rozptýleného disku může být, na rozdíl od Kuiperova pásu, Neptunem na svých oběžných drahách rušena. Přestože tělesa rozptýleného disku se na svých drahách dostávají do extrémně vzdálených končin sluneční soustavy, v době svého největšího přiblížení (do vzdálenosti asi 30 AU od Slunce) se dostávají do vlivu gravitace Neptunu. Tzv. kentauři, skupina ledových těles obíhající mezi Jupiterem a Neptunem, jsou podle některých studií bývalé objekty rozptýleného disku, které Neptun odklonil na oběžné dráhy ležící blíže středu sluneční soustavy. Některá tělesa, jako například (29981) 1999 TD10, mezi nimi stírají rozdíly, a Minor Planet Center (MPC), které oficiálně katalogizuje všechny planetky, nyní uvádí kentaury a tělesa rozptýleného disku pohromadě.
MPC rozlišuje mezi tělesy Kuiperova pásu a rozptýleného disku podle stálosti jejich drah – stabilní dráhy jsou typické pro Kuiperův pás, zatímco rozptýlené pro kentaury a rozptýlený disk. Přesto však nelze říci, že by hranice mezi těmito populacemi byla příliš ostrá, a mnoho astronomů proto rozptýlený disk nevnímá odděleně, ale spíše jako vnější oblast Kuiperova pásu. Občas se pro tělesa rozptýleného disku používá také výraz „rozptýlená tělesa Kuiperova pásu“ (zkratka SKBO, z anglického „scattered Kuiper-belt object“.
Podle astronomů Alessandra Morbidelliho a Michaela Browna by se tato tělesa mohla dělit podle toho, zda se velké poloosy jejich oběžných drah mění vlivem blízkých setkání s Neptunem (tělesa rozptýleného disku) či nikoliv (tělesa Kuiperova pásu). Poznamenávají však, že toto dělení nemusí odpovídat jiným obdobím vývoje sluneční soustavy, neboť některá tělesa, která jsou nyní uzamčena v dráhových rezonancích, se mohla v minulosti nacházet na rozptýlených dráhách (a naopak), přičemž tuto změnu mohla prodělat i vícekrát. To znamená, že transneptunická tělesa mohla v průběhu věků cestovat napříč Kuiperovým pásem i rozptýleným diskem. Proto navrhují definovat spíše jednotlivé transneptunické oblasti sluneční soustavy než druhy těles. Rozptýlený disk tedy definují podle mechanismu jeho vzniku jako oblast, která může být navštívena tělesy, jež se na své dráze dostala do vlivu Neptunu uvnitř jeho Hillovy sféry (za předpokladu, že nedošlo k významné změně dráhy tělesa). Kuiperův pás by pak byl doplňkem tohoto disku a zahrnoval by oblast s tělesy, jejichž oběžné dráhy mají velkou poloosu větší než 30 AU.

### Srovnání s tělesy odděleného disku
Jeden z největších transneptunických objektů, (90377) Sedna, je v Minor Planet Center veden jako těleso rozptýleného disku. Jeho objevitel Michael Brown se však domnívá, že by měl být považován spíše za těleso vnitřní části Oortova oblaku, neboť jeho perihélium leží až ve vzdálenosti 76 AU, což je stále ještě příliš daleko na to, aby se mohlo dostat do gravitačního vlivu vnějších planet. Pokud by tato definice byla přijata, pak by se jakékoliv těleso s perihéliem větším než 40 AU muselo považovat za objekt ležící mimo rozptýlený disk.
Sedna není jediným objektem, kterého se to týká. Tělesa 2000 CR105 (objeveno ještě před Sednou) a 2004 VN112 mají perihélia příliš daleko za dráhou Neptunu, aby je mohl ještě ovlivňovat. Zatímco tělesa rozptýleného disku pravděpodobně vymetl na jejich současné dráhy Neptun, u těchto vzdálenějších těles to nepřipadá v úvahu. Svou roli tedy musel sehrát jiný mechanismus, například gravitace nějaké blízko míjející hvězdy nebo nějaké zatím neobjevené velmi vzdálené planety. Astronomové proto začali diskutovat o nové skupině těles, vzdálených objektech rozptýleného disku (E-SDO, z anglického extended scattered disc objects). Konkrétně těleso 2000 CR105 může být buď součástí vnitřní části Oortova oblaku, anebo (pravděpodobněji) objektem nacházejícím se někde mezi rozptýleným diskem a vnitřní částí Oortova oblaku. Nakonec se pro podobná tělesa vžilo označení „oddělená tělesa“ či „vzdálená oddělená tělesa“ (zkratka DDO, z anglického distant detached object).
Mezi rozptýlenými a oddělenými tělesy nejsou žádné jasné hranice. Gomes et al. definují rozptýlená tělesa (SDO) jako objekty s vysoce excentrickými dráhami, perihéliem za Neptunem a velkou poloosou sahající za oblast, v níž se nacházejí tělesa obíhající v dráhové rezonanci 1:2. Podle této definice by však všechna vzdálená oddělená tělesa patřila mezi SDO.
J. L. Elliott et al. však rozlišují mezi tzv. blízkými rozptýlenými tělesy (tj. typickými SDO) a vzdálenými rozptýlenými tělesy (odpovídajícími objektům odděleného disku). Blízké rozptýlené objekty jsou podle nich ty, které neobíhají v žádné dráhové rezonanci, neprotínají dráhu žádné planety a jejich Tisserandův parametr (vztažený k Neptunu) je menší než 3. Vzdálené rozptýlené objekty pak mají Tisserandův parametr (vztažený k Neptunu) větší než 3 a výstřednost jejich oběžných drah překračuje hodnotu 0,2.

## Oběžné dráhy

Hlavní poloosy a sklony všech známých objektů rozptýleného disku (modře) až do vzdálenosti 100 AU spolu s klasickými tělesy Kuiperova pásu (šedě) a rezonančními transneptunickými tělesy (zeleně). Výstřednost dráhy je nepřímo znázorněna červenými vodorovnými čarami (od perihélia po afélium), které ukazují měnící se vzdálenost obíhajícího tělesa od Slunce.

Rozptýlený disk představuje velmi dynamické prostředí. Protože zdejší tělesa se stále mohou dostat do vlivu Neptunu, jejich dráhy mohou být narušeny, což by vedlo k jejich odklonění buď ven do Oortova mračna, anebo dovnitř mezi populaci kentaurů a posléze mezi komety Jupiterovy rodiny. Z toho důvodu např. Gladman et al. o této oblasti hovoří spíše jako o rozptylujícím disku než rozptýleném. Dráhy těles rozptýleného disku mohou mít vůči ekliptice, na rozdíl od těles Kuiperova pásu, sklon až 40°.
Pro tělesa rozptýleného disku jsou také charakteristické středně až vysoce excentrické dráhy s velkou poloosou delší než 50 AU, ovšem poblíž svého perihélia se dostávají do vlivu Neptunu. Perihélium ve vzdálenosti přibližně 30 AU, umožňující planetě Neptun uplatnit na těleso svou gravitační sílu, je jednou ze základních vlastností rozptýlených těles.
Klasické objekty Kuiperova pásu (kubewana) se v těchto charakteristikách od rozptýlených objektů liší: víc než 30 % kubewan je na dráhách s nízkým sklonem, které mají téměř kruhový tvar s výstředností 0,25. Obecně se excentricita jejich drah pohybuje mezi 0,2 až 0,8. Jen velmi málo rozptýlených těles má dráhy stejně blízko ekliptice, jako je tomu u většiny těles Kuiperova pásu, přestože některé extrémní dráhy určitých KBO se mohou tělesům rozptýleného disku podobat. Rozptýlená tělesa také mohou někdy být dočasně uzamknuta v určitých dráhových rezonancích s Neptunem, nejčastěji 1:3 (na jeden oběh tělesa připadají tři oběhy Neptunu), 2:7, 3:11, 5:22 nebo 4:79.

## Vznik rozptýleného disku

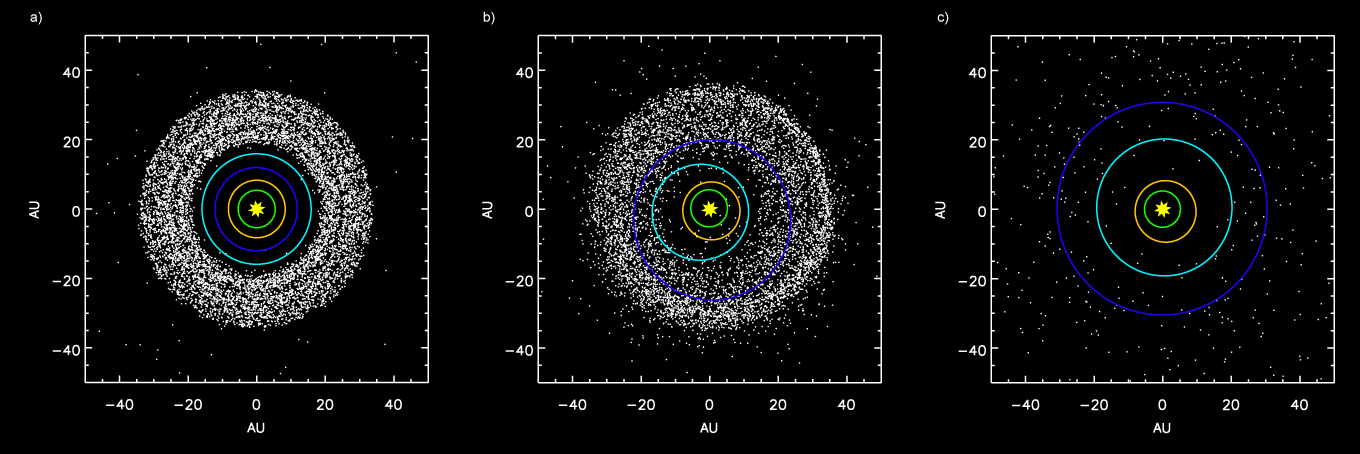
Simulace vlivu vnějších planet na vývoj Kuiperova pásu: a) před tím, než se planety Jupiter a Saturn dostaly do vzájemné rezonance 2:1 b) po změně oběžné dráhy Neptunu c) po rozprášení těles Kuiperova pásu

Rozptýlený disk zatím stále není příliš dobře prozkoumán a podobně jako u Kuiperova pásu nebyl dosud sestaven žádný model jeho vzniku, který by uspokojivě vysvětlil všechny jeho pozorované vlastnosti.
Předpokládá se, že všechna tělesa sluneční soustavy se musela zformovat na málo výstředních dráhách s nízkým sklonem vůči ekliptice, což jsou vlastnosti typické pro protoplanetární disk. Dnešní rozptýlený disk vznikl podle některých navržených modelů tak, že Neptun a jiné vnější planety svou gravitační silou rozptýlily některé objekty Kuiperova pásu a vychýlily je na výstřednější dráhy s větším sklonem. Množství času, které by k tomu bylo potřeba, je zatím pro astronomy stále ještě otázkou.
Podle jedné z hypotéz se musel vytvářet po celou dobu existence sluneční soustavy. Modely této dlouhodobé postupné formace disku vychází z předpokladu, že v oblastech se slabými dráhovými rezonancemi (např. 5:7 nebo 8:1) či na hranici oblastí se silnými rezonancemi se mohou u těchto těles v průběhu miliónů let objevit určité nestability v jejich dráze. Velkou nestabilitou se vyznačuje zejména rezonance 4:7. Objekty Kuiperova pásu mohou být také odkloněny na nestabilní dráhy v případě, že se dostanou do blízkosti jiného hmotného tělesa nebo v případě vzájemné srážky. V průběhu věků by se tedy rozptýlený disk mohl zformovat na základě těchto izolovaných událostí.
Z některých počítačových simulací, z nichž vycházejí i současné teorie vývoje sluneční soustavy, však vyplynul i mnohem rychlejší způsob, jakým se disk mohl utvořit. Podle nich se planety Uran a Neptun nezformovaly na svých současných dráhách za Saturnem, kde v té době již bylo na vytvoření plynných obrů příliš málo hmoty, ale mnohem blíže oběžné dráze Jupiteru. Do vzdálenějších oblastí pak doputovaly až později, snad jako důsledek vzájemné výměny momentu hybnosti s okolními malými tělesy. Jakmile se oběžné doby Jupiteru a Saturnu dostaly do vzájemné rezonance 2:1 (dva oběhy Jupiteru na jeden oběh Saturnu), jejich kombinovaná gravitační síla narušila oběžné dráhy Uranu a Neptunu, následkem čehož byl Neptun odkloněn do předchůdce dnešního Kuiperova pásu, kde dočasně způsobil značný chaos. Během svého pohybu směrem do vzdálenějších oblastí sluneční soustavy tak Neptun rozptýlil mnoho těles na vyšší a výstřednější dráhy. Z tohoto modelu vyplývá, že asi 90 % (nebo snad i více) těles se do dnešního rozptýleného disku mohlo dostat právě během migračního období Neptunu. Svědčí o tom také fakt, že tělesa rozptýleného disku mají perihélium v blízkosti oběžné dráhy Neptunu, což lze vysvětlit jako důsledek toho, že právě Neptun je kdysi na tuto dráhu vychýlil.

## Složení

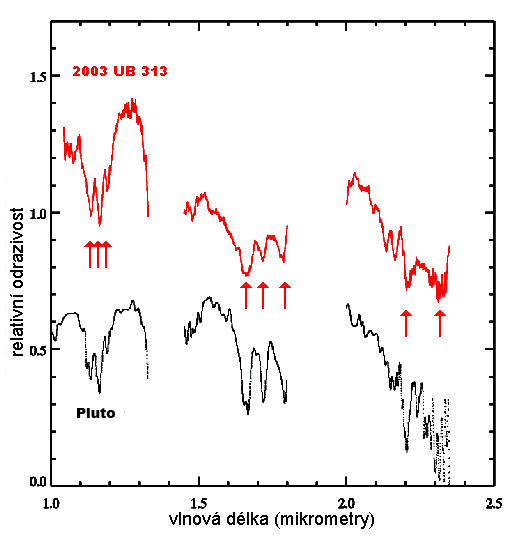
Infračervená spektra trpasličích planet Eris a Pluto, s vyznačenými methanovými absorpčními čárami

Objekty rozptýleného disku mají, podobně jako i jiná transneptunická tělesa, nízkou hustotu a sestávají převážně ze zmrzlých prchavých materiálů, jako např. vody a methanu. Spektrální analýza vybraných těles Kuiperova pásu a rozptýleného disku odhalila známky podobných sloučenin. Například Pluto i Eris prokazují stejné známky přítomnosti methanu.
Astronomové se původně domnívali, že všechny transneptunické objekty budou mít na povrchu podobnou červenou barvu, neboť předpokládali, že pochází ze stejné oblasti a prošly stejnými fyzikálními procesy. Konkrétně u rozptýlených objektů se na povrchu očekávala přítomnost složitějších sloučenin vzniklých chemickou přeměnou methanu za působení slunečního záření, které by absorbovaly modrou složku světla, a dávaly jim tak červený nádech. Většina klasických těles Kuiperova pásu také tuto barvu má, ovšem objekty rozptýleného disku se jeví spíše bílé či šedivé.
Jedním možným vysvětlením by mohlo být obnažení bílých podpovrchových vrstev po vzájemných srážkách. Michael Brown, objevitel Eris, se zase domnívá, že vlivem její současné vzdálenosti od Slunce se celý její povrch pokryl zmrazenou atmosférou, čímž se vytvořila několikacentimetrová vrstva bílého ledu. Naopak Pluto, které je blíže Slunci, je relativně teplejší, takže methan zde zmrzl pouze na některých chladných oblastech s vysokou odrazivostí, přičemž na jiných oblastech, které neodráží záření v tak velké míře, se tento led neusazoval.

## Komety

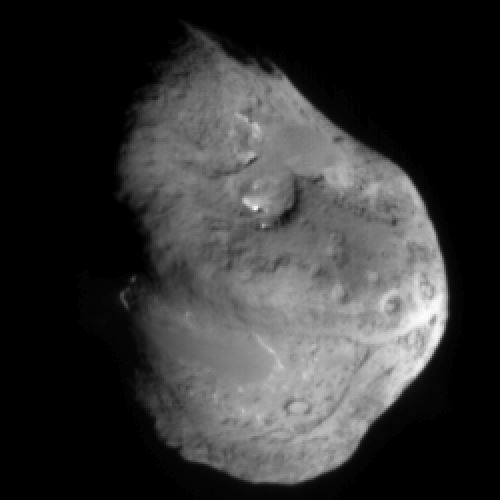
Kometa Tempel 1 z Jupiterovy rodiny komet

Za zdroj krátkoperiodických komet byl původně považován Kuiperův pás, ovšem studie provedené po roce 1992 (kdy byl objeven první z jeho objektů, kubewano (15760) 1992 QB1, a další rychle následovaly) prokázaly, že dráhy tamních těles jsou poměrně stabilní, a že komety pocházejí ze vzdálenějších oblastí.
Komety lze rozdělit do dvou základních kategorií: krátkoperiodické a dlouhoperiodické, přičemž ty druhé jmenované pravděpodobně pocházejí z Oortova oblaku. Krátkoperiodické pak mají další své podkategorie: Jupiterova rodina komet a Halleyho rodina komet. Rovněž o příslušnících Halleyho rodiny, pojmenované podle svého prototypu, Halleyově kometě, se předpokládá, že se vynořili z Oortova oblaku a ve vnitřní části sluneční soustavy je svou gravitací zachytili plynní obři. Jupiterova rodina však velmi pravděpodobně pochází z rozptýleného disku. Mezistupněm mezi tělesy rozptýleného disku a těmito kometami jsou pak kentauři.
Přes tento původ komet Jupiterovy rodiny je mezi nimi a tělesy rozptýleného disku mnoho odlišností. Kentauři sice sdílejí s tělesy rozptýleného disku jejich načervenalou nebo neutrální barvu, ovšem jádra komet jsou modřejší, což naznačuje významné rozdíly v jejich složení. Podle jedné z hypotéz je to způsobeno změnami na povrchu komet během jejich přiblížení ke Slunci, kdy se nahoru dostává materiál z nižších vrstev.